# Autostrade per l’Italia

Altes Firmenlogo 2003 bis Herbst 2024

Die Autostrade per l’Italia S.p.A. (Aspi) ist der größte Betreiber mautpflichtiger Straßen in Italien.

## Geschichte
Die Wurzeln der Firma reichen ins Jahr 1950 zurück, als die Società Autostrade Concessioni e Costruzioni S.p.A. zum Wiederaufbau des Straßennetzes in der Nachkriegszeit gegründet wurde. 1987 erfolgte der Börsengang und 1999 die Privatisierung. Am 1. Juli wurden die Aktivitäten in die neu gegründete Tochterfirma Autostrade per l'Italia S.p.A. ausgelagert. Die Mutterfirma Autostrade S.p.A. wurde 2007 in „Atlantia“ umbenannt, Atlantia wiederum 2023 in Mundys.
Im August 2020 gab Atlantia bekannt, sich von ihrem Besitzanteil von 88,06 Prozent an Aspi trennen zu wollen. Bereits einen Monat zuvor war bekannt worden, dass die italienische Regierung an der Übernahme von Atlantia starkes Interesse zeige. Im April 2021 erklärte auch der spanische Baukonzern Grupo ACS sein Interesse, Aspi zu übernehmen. Ende Mai 2021 stimmten die Aktionäre von Atlantia schließlich einem Übernahmeangebot zu, das ein aus der mehrheitlich staatlichen Cassa Depositi e Prestiti sowie den zwei Investmentunternehmen Blackstone und Macquarie gebildetes Konsortium in Höhe von 9,1 Milliarden Euro unterbreitet hatte. Wenige Wochen darauf stimmte auch der Aufsichtsrat der Übernahme zu. Minderheitsbeteiligungen gehören noch dem Appia-Konsortium (6,94 %) und dem chinesischen Silk Road Fund (5 %).

### Wartung und Wartungsmängel
Mit der Wartung der Autobahnen und Mautstraßen in Italien beauftragten Autostrade S.p.A. bzw. Atlantia ein Tochterunternehmen, nämlich die Spea Engineering S.p.A. (ein Akronym von Società Progettazioni Edili Autostradali). Aus abgehörten Telefonaten ist bekannt, dass die Benetton Group als Hauptanteilseigner von Atlantia und deren Manager vor allem auf Kostensenkungen drängten. An Wartung wurde gespart. Eine der Folgen war, dass die seitlichen Absperrungen einer Brücke in Kalabrien schadhaft waren. Nachdem 2013 ein Bus dort in die Tiefe gestürzt war und 40 Menschen umgekommen waren, wurden die verantwortlichen ASPI-Manager verurteilt.

### Brückeneinsturz 2018
Am 14. August 2018 stürzte das 40 Meter hohe Polcevera-Viadukt, eine von Riccardo Morandi geplante und 1967 eröffnete Autobahnbrücke des von Autostrade per l’Italia betriebenen Abschnitts der A10 in Genua, auf einer Länge von über 200 Metern ein, wobei 30 bis 35 Personenwagen und drei Lastwagen in die Tiefe stürzten und mindestens 43 Menschen ums Leben kamen. Die Ermittlungen zum Einsturz wurden noch nicht abgeschlossen (Stand November 2020). Die Interessensvereinigung der Hinterbliebenen kritisierte im Juni 2021 den Verkauf des Unternehmens durch Atlantia, da Atlantia nur einen festgelegten Höchstbetrag von 459 Millionen Euro an Entschädigung zu zahlen habe und darüber hinausgehende Summen vom neuen, mehrheitlich staatlichen Eigentümer zu zahlen seien. Atlantia hatte zuvor in den Verkaufsverhandlungen eine höhere Entschädigungsbeteiligung von 700 Millionen Euro abgelehnt.

## Autobahnnetz

Betreutes Autobahnnetz (2015)

Autostrade per l’Italia betreibt direkt und indirekt durch Beteiligungen rund 3000 Autobahnkilometer in Italien.
Von Aspi unterhalten werden die Autobahnen:
- A1 Mailand – Neapel
- A8 Mailand – Varese
- A9 Lainate – Como
- A11 Florenz – Pisa Nord
- A13 Bologna – Padua
- A14 Bologna – Tarent
- A16 Neapel – Canosa di Puglia
- A26 Genua – Gravellona Toce
- A27 Belluno – Venedig

Daneben werden Teilabschnitte folgender Autobahnen unterhalten:
- A10 Genua – Ventimiglia
- A12 Genua – Rom
- A23 Palmanova – Tarvis

Des Weiteren werden von Aspi die folgenden Betreibergesellschaften kontrolliert
- Autostrade Meridionali S.p.A betreibt die A3 Neapel – Salerno
- GEIE Traforo del Monte Bianco für den italienischen Abschnitt des Mont-Blanc-Tunnels
- R.A.V. Raccordo Autostradale Valle d’Aosta S.p.A. für den Autobahnabschnitt Courmayeur – Aosta Ovest der A5
- SAT Società Autostrada Tirrenica für den nur streckenweise fertiggestellten Autobahnabschnitt Livorno – Civitavecchia der A12
- Tangenziale di Napoli S.p.A. für die Tangenziale Napoli

Stand: Juni 2021